# Poker en 2004
Cet article résume les événements liés au monde du poker en 2004.

## Tournois majeurs

### World Series of Poker 2004
Il s'agit de la dernière édition se déroulant intégralement au Binion's Horseshoe.
Greg Raymer remporte le Main Event, pour lequel il s'est qualifié via un satellite en ligne. Pour la première fois, le Main Event dépasse la barre du millier de joueurs.

### World Poker Tour Saison 2
| Étape                                | Vainqueur          |
| ------------------------------------ | ------------------ |
| PokerStars Caribbean Poker Adventure | Gus Hansen         |
| World Poker Open                     | Barry Greenstein   |
| L.A. Poker Classic                   | Antonio Esfandiari |
| Bay 101 Shooting Star                | Phil Gordon        |
| World Poker Challenge                | Mike Kinney        |
| WPT Championship                     | Martin De Knijff   |

### World Poker Tour Saison 3
| Étape                            | Vainqueur        |
| -------------------------------- | ---------------- |
| Grand Prix de Paris              | Surinder Sunar   |
| Mirage Poker Showdown            | Eli Elezra       |
| Legends of Poker                 | Doyle Brunson    |
| Borgata Poker Open               | Daniel Negreanu  |
| Ultimate Poker Classic           | Eric Brenes      |
| Festa Al Lago                    | Carlos Mortensen |
| World Poker Finals               | Tuan Le          |
| Five Diamond World Poker Classic | Daniel Negreanu  |

### European Poker Tour Saison 1
| Étape     | Vainqueur        |
| --------- | ---------------- |
| Barcelone | Alexander Stevic |
| Londres   | John Shipley     |
| Dublin    | Ram Vaswani      |

### Crown Australian Poker Championships 2004
Tony Bloom remporte le Main Event.

## Poker Hall of Fame
Berry Johnston est intronisé.